# Yakuza Kiwami
Yakuza Kiwami (龍が如く 極, Ryū ga Gotoku: Kiwami, lit. "Como um Dragão: Extremo") é um jogo eletrônico de ação e aventura desenvolvido pelo Ryu Ga Gotoku Studio e publicado pela Sega. Ele é um remake do primeiro jogo da série Yakuza, originalmente lançado para PlayStation 2. Yakuza Kiwami foi lançado para PlayStation 3 e PlayStation 4 no Japão em 21 de janeiro de 2016, e para PlayStation 4 na Europa e América do Norte em 29 de agosto de 2017. Ele também foi portado para Microsoft Windows mundialmente através da Steam em 19 de fevereiro de 2019, para Xbox One em 21 de abril de 2020 e para Nintendo Switch em 24 de outubro de 2024.
Assim como o jogo original, Yakuza Kiwami explora a vida de um homem chamado Kazuma Kiryu que é expulso de seu clã depois de levar a culpa pelo assassinato de seu chefe. Depois de uma década na prisão, Kiryu procura por seus velhos amigos que haviam sumido. O remake adiciona elementos à história, incluindo a corrupção de Akira Nishikiyama durante a prisão de Kiryu e os constantes conflitos entre Kiryu e Goro Majima. A jogabilidade foi modificada para se parecer mais com a pré-sequência Yakuza 0, adicionando mais profundidade ao sistema de batalha.
A Sega queria recriar o Yakuza original em 2015 como parte do 10º aniversário da série, mas não tinha certeza sobre seu desenvolvimento porque a equipe estava focada em Yakuza 0. Depois do sucesso de Yakuza 0, a Sega começou a trabalhar no remake do primeiro jogo e queria adicionar novas informações à história e tentar torná-lo mais interessante que o jogo original. O jogo foi bem recebido, e foi um sucesso de vendas. Críticos elogiaram a simplicidade da jogabilidade mas se dividiram sobre a forma como o estúdio lidou com a narrativa e seu ritmo. Yakuza Kiwami foi seguido por Yakuza 6: The Song of Life mais tarde em 2016 e por outro remake, desta vez baseado em Yakuza 2, chamado Yakuza Kiwami 2, lançado em 2018.

## Jogabilidade
Assim como o original, Yakuza Kiwami é um jogo de ação e aventura com elementos de RPG ambientado em um mundo aberto e jogado em uma perspectiva de terceira pessoa. O jogador controla o protagonista Kazuma Kiryu enquanto ele explora as ruas de Kamurocho, um distrito fictício baseado no distrito real de Kabukichō, em Tóquio. Além da história principal, o jogador encontra inimigos aleatoriamente na rua para batalhas, bem como pessoas que oferecem missões secundárias que resultam em recompensas quando completadas.
Yakuza Kiwami rejeita todo o sistema de combate do jogo original, se assemelhando ao invés disso ao combate da pré-sequência Yakuza 0. Assim como 0, Kiwami inclui quatro estilos de luta que o jogador pode escolher durante o combate: o estilo balanceado Brawler, o lento e pesado Beast, o fraco mas rápido Rush e o tradicional estilo de Kiryu, Dragon. O jogador pode ganhar dinheiro e pontos de experiência ao derrotar inimigos ou completar missões secundárias. Pontos de experiência podem ser usados para adquirir melhorias para Kiryu como novas técnicas ou uma extensão de sua barra de vida. Dinheiro pode ser gasto para comprar equipamentos ou itens de cura, ou para jogar diversos minijogos e atividades paralelas como apostas, karaokê e o jogo de cartas Mesuking. Completar certos objetivos também garante ao jogador uma moeda especial chamada Completion Point, que pode ser gasta para receber bônus especiais, como itens exclusivos ou melhorias.
Kiwami introduz um novo sistema de jogabilidade chamado "Majima Everywhere", substituindo o sistema de Mr. Shakedown previamente usado em Yakuza 0, onde o personagem rival Goro Majima aparece frequentemente para desafiar Kiryu em uma batalha. Majima aparece aleatoriamente durante a exploração, bem como em desafios predeterminados baseados no progresso do jogador. Majima também pode aparecer quando jogando um minijogo (como dardos ou boliche) para desafiar Kiryu. Derrotar Majima aumenta a classificação do jogador em Majima Everywhere e desbloqueia novas habilidades do estilo de luta Dragon.

## Desenvolvimento

Uma comparação entre os gráficos do Yakuza original (na direita) e Kiwami

Masayoshi Yokoyama, escritor da série, disse que a Sega tinha planos para desenvolver Kiwami em 2015 com a empresa querendo que os fãs aproveitassem o Yakuza original em uma qualidade mais moderna. Entretanto, eles estavam ocupados desenvolvendo Yakuza 0. Respostas positivas à pré-sequência incentivaram a criação de Kiwami. O 10º aniversário da franquia e o motor de jogo usado para Yakuza 0 também ajudaram de acordo com Yokoyama. A jogabilidade foi modificada para ser o mais amigável possível para novatos, havendo opções para salvar o progresso quando quisessem. Haviam ideias sobre mudar o elenco e gravações do jogo original, mas a equipe sentiu que não seria um remake tão cativante se fizessem tantas mudanças.
Ao invés de fazê-lo parecer um jogo retrô e manter os elementos do jogo original de PlayStation 2, a jogabilidade foi equiparada à de jogos da oitava geração, mais notavelmente Yakuza 0. Sendo assim, a equipe teve que enfrentar o desafio de entender a qualidade dos gráficos e áudio que poderiam produzir em um console da próxima geração em contraste com o console original, o que deixou o estúdio imaginando se haveriam mais problemas com diferentes partes do jogo como a forma com a qual a câmera funcionava no primeiro jogo. Um dos novos dubladores é Tomokazu Sugita (que dubla Shinji). Entretanto, sua caracterização foi mantida fiel a seus laços com Kiryu apesar de suas patentes diferentes. A história foi expandida para aumentar a duração e adicionar minijogos. O sistema de batalha foi pego de Yakuza 0 com foco em grinding. Assim como naquele jogo, Kiwami tem fortes retratações de violência, principalmente nas sequências "Heat" que o jogador pode realizar. Yokoyama afirmou que queriam torná-lo o mais intenso possível.
O enredo foi mais explorado para focar na profundidade de personagens que não apareciam muito no jogo original. Graças à popularidade de Goro Majima, ele enfrenta Kiryu frequentemente em missões secundárias. A caracterização de Majima foi influenciada por jogos anteriores para mantê-lo motivado com a ideia de força, seguindo os eventos de Yakuza 0, que tinha um maior foco no personagem. Kiwami melhora a resolução, taxa de quadros, texturas e tempos de carregamento em comparação com o jogo original, e conteúdo adicional foi adicionado para resolver alguns pontos confusos da trama, bem como para melhor encaixar os eventos aos de Yakuza 0.
Uma edição especial SteelBook do jogo foi lançada como parte de seu lançamento ocidental. Uma versão para Microsoft Windows foi lançada em 19 de fevereiro de 2019.

## Recepção
Yakuza Kiwami recebeu "críticas geralmente positivas" de acordo com o agregador de críticas Metacritic, com uma nota média agregada de 80/100 em suas versões para PlayStation 4 e Microsoft Windows e de 81/100 em sua versão para Xbox One. Críticos elogiaram as melhores no sistema de batalha e os movimentos que Kiryu pode executar, com a IGN e a GameSpot comparando-o positivamente ao sistema de Yakuza 0. A Game Informer referiu a ele como "simples e satisfatório", comentando positivamente na forma como Kiryu pode facilmente executar técnicas intensas de batalha. A Polygon criticou como o estilo Dragon requer grinding já que as várias batalhas contra Majima podem fazer com que o jogador perca a maioria de seus pontos de vida. Por outro lado, a Eurogamer elogiou as interações com Majima não apenas pelo grinding mas também pelo apelo cômico que o personagem traz. Apesar de não achar o remake tão interessante quanto outros títulos, a Destructoid achou o jogo divertido em um sentido geral, mas criticaram as batalhas contra chefes por causa de sua regeneração de vida durante o combate, bem como seu estilo reciclado do sistema de batalha de Yakuza 0. Apesar de elogiar o jogo em um geral, a Game Informer criticou as missões secundárias por sua fórmula repetitiva. Mesmo assim, os encontros com Majima foram elogiados. A GameSpot criticou como andar por Kamurocho pode ser pouco interessante para jogadores que a compararem a mundos abertos de outros jogos.
Quanto a sua apresentação, a resposta crítica foi mista. A história foi percebida pela Polygon como mais madura e brutal que a de Yakuza 0, e criticada por seus momentos antiquados de preconceito contra personagens LGBT, em especial personagens transgênero e drag queens, apesar de notar que os diálogos de Kiryu com esses personagens são, em geral, bons. A Eurogamer elogiou a adição das cinemáticas envolvendo Nishikiyama graças à nova profundidade na forma como Kiryu é visto se tornando seu inimigo. A GameSpot também elogiou a história, chamando-a de "cativante" gerando um contraste entre os aspectos mais pesados da história principal e os aspectos cômicos das missões secundárias. A Game Informer teve uma resposta mais morna sobre a forma como a Sega lidou com a história por causa do tom "melodramático" e a duração das cinemáticas. A Destructoid relatou que as cinemáticas eram mais curtas que aquelas em Yakuza 4, mais notavelmente quando Kiryu interage com Haruka. A IGN foi mais dura, acreditando que o ritmo, narrativa e duração do jogo são seus pontos mais fracos.
O jogo foi indicado a "Jogo, Renovação de Clássico" na National Academy of Video Game Trade Reviewers Awards.

### Vendas
As versões para PlayStation 3 e PlayStation 4 foram os dois jogos mais vendidos no Japão durante sua semana de lançamento, com 60.427 e 103.256 cópias vendidas, respectivamente. Diretor criativo da Sega, Toshihiro Nagoshi afirmou que as pré-vendas ocidentais para Yakuza Kiwami eram boas para a série. Em 28 de junho de 2018, Yakuza 0 e Yakuza Kiwami foram relançados na série PlayStation Hits. A versão de Kiwami para Microsoft Windows esteve entre os lançamentos mais vendidos do mês na Steam.

## Sequência
Yakuza Kiwami 2, um remake de Yakuza 2 no mesmo estilo de Yakuza Kiwami, foi originalmente lançado para PlayStation 4 em 7 de dezembro de 2017 no Japão e em 28 de agosto de 2018 mundialmente. A versão para Microsoft Windows foi lançada em 9 de maio de 2019, e a versão para Xbox One foi lançada em 30 de julho de 2020.